# Transporteur à vis

Principe du transporteur à vis.

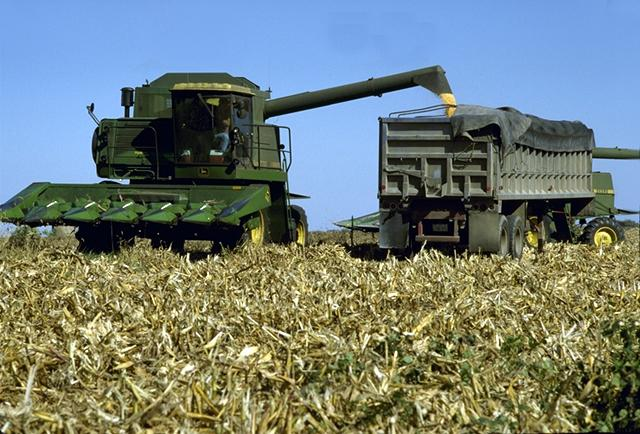
transporteur à vis sur une moissonneuse-batteuse.

Un transporteur à vis, ou convoyeur à vis, est un appareil de manutention de matériel en vrac qui utilise la rotation d'une vis à hélices pour déplacer le matériel à l'intérieur d'une auge ou d'un tube. Ce principe est basé sur la vis d'Archimède. Le transporteur est utilisé pour le transport de liquides, de grains et de matériel granuleux. 
Dans les systèmes de manutention, le transporteur à vis est celui très utilisé pour déplacer du matériel horizontalement ou sur une pente faible mais parfois sur plusieurs mètres de longueur. Sa capacité décroit avec la pente appliquée. Il est d'utilité comparable aux bandes transporteuses qui réalisent néanmoins de plus longues distances.
Le transporteur, aussi appelé convoyeur, peut s'appuyer sur deux types de vis (ou spirales) différents : avec ou sans âme. Le type avec âme est le plus couramment utilisé. Le type sans âme pour sa part est davantage utilisé pour convoyer des matières collantes qui ne peuvent donc pas s'enrouler autour de l'axe et permet donc un transport de matière plus important.

## Utilisations
- On trouve des transporteurs à vis dans les carrières pour le transport des granulats et pour l'alimentation automatique en charbon des locomotives à vapeur sous forme du stoker.

- En agriculture, sous le terme de vis à grain, ce système permet de monter le grain dans les silos de stockage lors de la moisson. La vis à grain est un matériel dangereux si elle n'est pas munie de protections au niveau de l'extrémité de l'hélice plongeant dans le grain. De nombreuses personnes ont eu les mains gravement lacérées par les pales de l'hélice tournant à grande vitesse.

- Dans certaines stations d'épuration des eaux, les boues sont évacuées par une vis sans fin vers des bacs.